# Isla DeLaca
La isla DeLaca es una pequeña isla de la Antártida en forma de U, ubicada a 64°47′S 64°07′O / -64.783, -64.117, a 0,8 millas al oeste del punto de Bonaparte, en la costa sudoeste de la isla Anvers. 
La isla DeLaca es una de las dos principales áreas de investigación del Programa de Investigaciones Antárticas de los Estados Unidos (USARP) para el estudio de los artrópodos terrestres.
Fue llamada así por el Consejo Asesor de los Estados Unidos sobre Nombres Antárticos (EE.UU-ACAN) luego del trabajo de los investigadores de la Base Palmer en 1965 en honor a Ted E. DeLaca, un biólogo de la Universidad de California, que trabajó en esta área entre 1971 y 1974.

## Reclamaciones territoriales
Argentina incluye a la isla en el departamento Antártida Argentina dentro de la provincia de Tierra del Fuego, Antártida e Islas del Atlántico Sur; para Chile forma parte de la comuna Antártica de la provincia Antártica Chilena dentro de la Región de Magallanes y de la Antártica Chilena; y para el Reino Unido integra el Territorio Antártico Británico. Las tres reclamaciones están sujetas a los términos del Tratado Antártico.
Nomenclatura de los países reclamantes: 
- Argentina: ?
- Chile: ?
- Reino Unido: DeLaca Island